# Herbert Metzen
Herbert Metzen (* 8. Mai 1927; † 1993 oder 1994) war ein deutscher Fußballspieler.

## Karriere
Metzen spielte beim VfR Aachen-Forst und wechselte 1949 zu Alemannia Aachen. In der Saison 1950/51 kam er in der Oberliga West zu seinem Punktspieldebüt. Das am 17. Dezember 1950 beim torlosen Unentschieden bei Rot-Weiß Oberhausen bestrittene Spiel blieb sein einziges in der Saison. In den folgenden Jahren kam er zu insgesamt 175 Oberligaeinsätzen, die Saison 1958/59 war seine letzte für Aachen.
Der gelernte Maschinenschlosser Metzen kam in fünf DFB-Pokal-Spielen zum Einsatz. Am 1. Mai 1953 im Düsseldorfer Rheinstadion bestritt er das Finale des DFB-Pokals 1952/53, das mit 1:2 gegen Rot-Weiss Essen verloren wurde.

## Erfolge
- DFB-Pokal-Finalist 1953